# Schauspielschule Siegburg

Logo

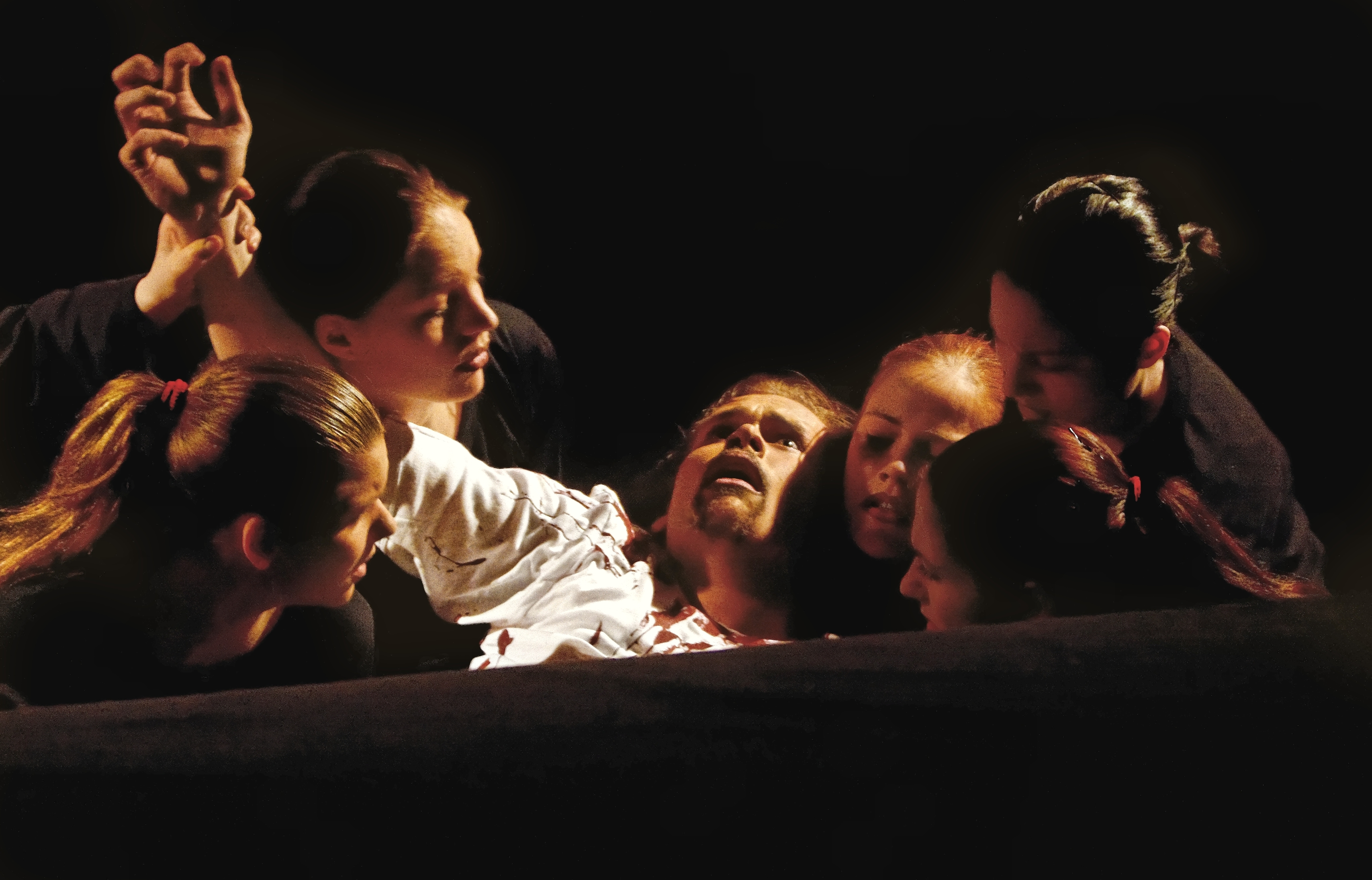
Schauspielschüler der Schauspielschule Siegburg bei einer öffentlichen Theateraufführung an der Studiobühne Siegburg (Szene aus Agamemnon nach Aischylos, 2008)

Die Schauspielschule Siegburg ist eine staatlich anerkannte, private Berufsfachschule zur Ausbildung von Schauspielern, die 1987 gegründet wurde und seit 1998 ihren Sitz in Siegburg in Nordrhein-Westfalen hat. Die Schauspielschule ist als anerkannte Ergänzungsschule zudem BAföG-berechtigt. Träger der Schule ist seit 2004 der eingetragene Verein Theaterschatz e. V., der seinen Sitz ebenfalls in Siegburg hat. Seither wird die Schule von René Böttcher und Maike Mielewski geleitet.
In der zur Metropolregion Rhein-Ruhr gehörenden Kreisstadt Siegburg verfügt die Schauspielschule über ein eigenes Theater, die Studiobühne Siegburg, in der regelmäßig eigene Schauspielproduktionen der Schule öffentlich aufgeführt werden. Die Theaterstücke werden vor allem von eingeladenen Regisseuren inszeniert und teils auch andernorts bei Gastspielen und Theaterprojekten wie in den Rheinmetropolen Köln und Bonn sowie bei Theaterfestspielen gezeigt. Außerdem betreuen die Theaterpädagogen der Schauspielschule und die Schauspielschüler das ebenfalls zur Schule gehörende Kinder- und Jugendtheater Theater Tollhaus, das Kindern und Jugendlichen wöchentliche Theaterkurse bietet.

## Lage
Die Schauspielschule Siegburg befindet sich zusammen mit der Studiobühne Siegburg und dem Theater Tollhaus in der Innenstadt von Siegburg in der Humperdinckstraße. Die drei Institutionen befinden sich im Gebäudekomplex der Volkshochschule des Zweckverbands Rhein-Sieg (Haus Nr. 27), in dem unter anderem auch die Musikschule der Engelbert-Humperdinck-Gesellschaft und das Abendgymnasium Rhein-Sieg ihren Standort haben.

## Geschichte und Träger
Die Schauspielschule wurde im Jahr 1987 von Wolf Bongôrt von Roy (eigentlich Wolf Bongort-van Roy; 1942–2006) unter dem Namen Theaterfachschule Bongôrt von Roy im nordrhein-westfälischen Bergisch Gladbach gegründet und gemäß § 118 Schulgesetz NRW – SchulG als Ergänzungsschule bei den Behörden angezeigt sowie staatlich anerkannt. 1998 siedelte Bongôrt von Roy mit seiner Theaterfachschule nach Siegburg um. Dort gründete er gleichzeitig ein kleines Theater, das in Form eines Privattheaters geführt wurde. Diese Studiobühne diente zugleich von Anfang an als Ausbildungsbühne (Lehrbühne) für die Schauspielschüler der nun von ihm in Siegburg betriebenen privaten Schauspielschule.
2004 zog Bongôrt von Roy zusammen mit einem Teil der Pädagogen seiner Theaterfachschule nach Leipzig, um dort – an der von ihm 2001/2003 gegründeten Theater-Fabrik-Sachsen, einem heute noch bestehenden Off-Theater in Leipzig-Leutzsch – eine neue Schauspielschule, die Theaterfachschule Bongôrt-v. Roy, ins Leben zu rufen. Daraufhin übernahm sein früherer Schüler, der Schauspieler und Regisseur René Böttcher im November 2004 sowohl die Schauspielschule als auch die Studiobühne, die er als jeweils neu gegründete Schauspielschule Siegburg und Studiobühne Siegburg fortführte. Gleichzeitig gründete er an der Studiobühne ein Kinder- und Jugendtheater, das später den heutigen Namen Theater Tollhaus erhielt. Böttcher übernahm als Intendant die künstlerische Leitung der Studiobühne.
Die Schauspielschule Siegburg erfuhr ebenfalls eine staatliche Anerkennung als Berufsfachschule für darstellende Bühnenkunst und bildet regelmäßig Schauspieler aus. Die Schauspielschule wurde zudem als Bundesausbildungsförderungsgesetz-berechtigt anerkannt. Seit 2004 werden die Schauspielschule Siegburg und die Studiobühne Siegburg mit dem Kinder- und Jugendtheater von René Böttcher gemeinsam mit der Schauspielerin und Regisseurin Maike Mielewski geleitet.
Träger der drei Institutionen – Schauspielschule Siegburg, Studiobühne Siegburg und Theater Tollhaus – ist der eingetragene Verein Theaterschatz e. V., dessen Vorstand René Böttcher ebenfalls innehat. Der Trägerverein ist als gemeinnützig anerkannt und hat seinen Sitz in Siegburg.

## Ausbildung

### Ausbildungskonzept

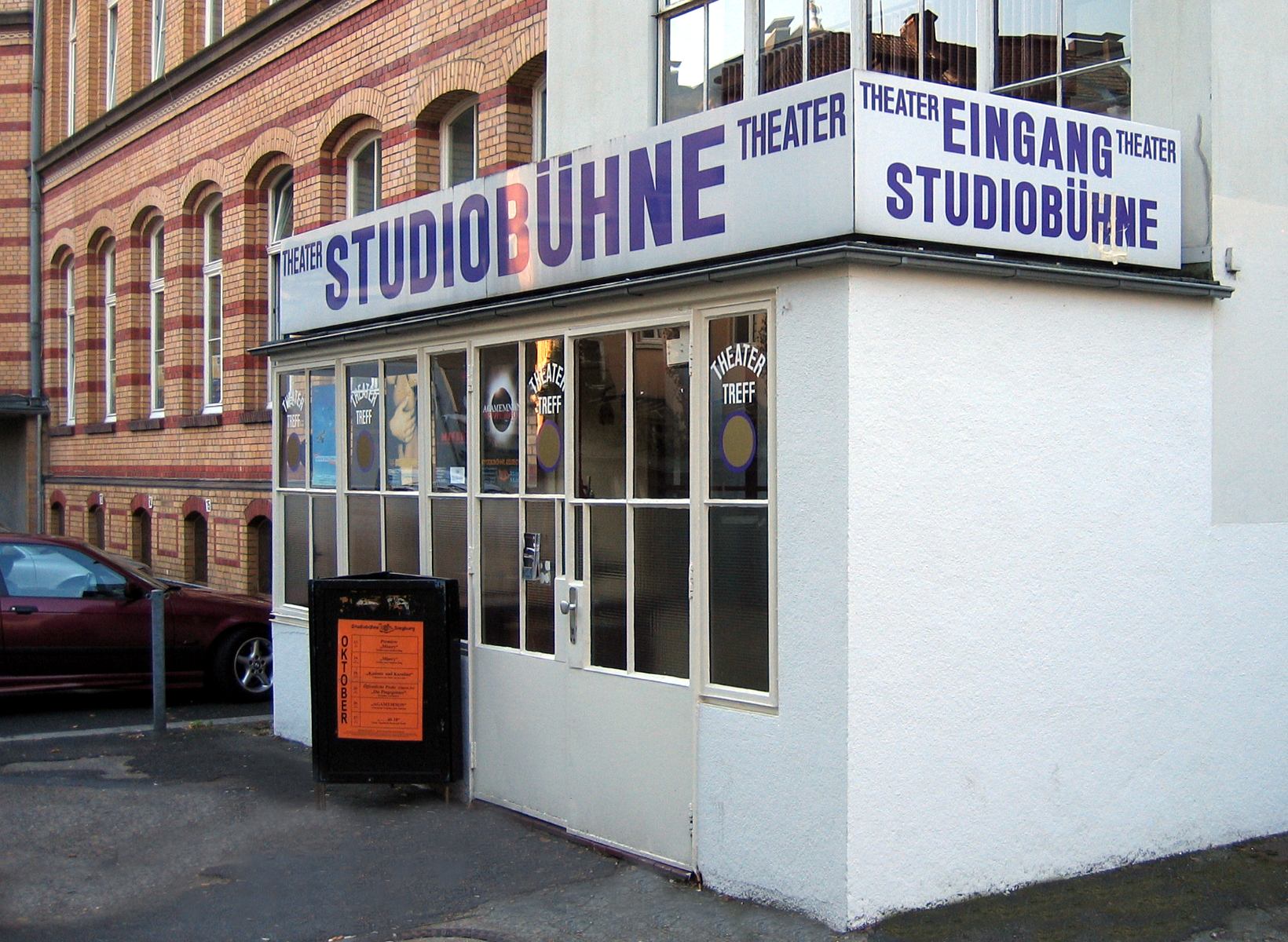
Studiobühne Siegburg, Lehrbühne der Schauspielschule (Eingangsbereich, 2007)

Die staatlich anerkannte Berufsausbildung erstreckt sich über vier Jahre und ist in ein Orientierungssemester, drei Ausbildungsjahre und ein abschließendes Absolventensemester gegliedert. Der Ausbildungsabschluss der Schauspielschule berechtigt zum Zugang zur Zentralen Auslands- und Fachvermittlung (ZAV) der Bundesanstalt für Arbeit.
Das Ausbildungskonzept stellt die frühzeitige Konfrontation der Schauspielschüler mit der Berufspraxis in den Mittelpunkt der Ausbildung. Dafür lädt die Schauspielschule Siegburg Regisseure ein, die komplette Schauspielproduktionen inszenieren. Die Schauspielschule Siegburg verfügt über eine eigene Lehrbühne, die Studiobühne Siegburg. Prinzip der Ausbildung ist es, die Auszubildenden frühzeitig in Inszenierungen einzubetten und diese Schauspielproduktionen auf dem festen Spielplan der Studiobühne Siegburg zu präsentieren. In jedem Jahr werden so bis zu fünf neue Inszenierungen erarbeitet, die insgesamt bis zu 85 Mal pro Theatersaison gezeigt werden. Über die eigentliche schauspielerische Ausbildung der Studenten hinaus werden sie auch in Grundzügen der Gestaltung des Bühnenbildes, Bühnentechnik und Kostümgestaltung unterrichtet.
Ausgewählte Bühnenproduktionen werden zudem regelmäßig bei Gastspielen und im Rahmen von Theaterprojekten, wie der Theaterszene Köln oder bei Theaterfestspielen aufgeführt.

### Lehrkörper
Zu den Pädagogen der Schauspielschule Siegburg gehören außer den beiden Leitern der Schule, dem Schauspieler und Regisseur René Böttcher (Schauspiel, Szenenarbeit) und der Schauspielerin und Regisseurin Maike Mielewski (Bewegung, Schauspiel), unter anderem die Sängerin Ulrike Joannou Mittag (Gesang, Sprechtechnik), der Pianist Martin Eng (Musik, Chor), die Schauspielerin Birte Schrein (Schauspiel), der Schauspieler Tobias M. Walter (Schauspiel), der Schauspieler und Regisseur Bardia Rousta (Schauspiel), die Tänzerin Marguerite Apostolidis (Bewegung), die Tänzerin Charisse Münz (Bewegung) und der Regisseur Volker Maria Engel.

### Fächer
- Spiel (Etüde/Improvisation)
- Szenenarbeit
- Bühnenarbeit
- Semesterarbeit
- Vortragslehre
- Mimetik
- Klassischer Tanz
- Künstlerischer Tanz
- Pilates
- Sprechtechnik
- Musik
- Chor
- Korrepetition

### Regisseure der Eigenproduktionen
Die Regieführung bei den eigenen Schauspielproduktionen der Schauspielschule Siegburg wurde und wird zum Teil von den Pädagogen der Schule übernommen, wie insbesondere von René Böttcher und Volker Maria Engel. Außerdem werden regelmäßig Regisseure eingeladen, um komplette Produktionen zu inszenieren. In den letzten Jahren waren unter anderem folgende Gastregisseure an der Studiobühne tätig:
- Rouven Costanza (Göttingen; u. a. Inszenierungen  am Deutschen Theater Göttingen und im i-camp/neues theater münchen; zurzeit rocostprodukt – Theaterproduktionen in Göttingen)
- Sarah Kortmann (Frankfurt am Main; u. a. Inszenierungen am freien Theater Landungsbrücken Frankfurt in Frankfurt)
- Stefan Krause (Köln; u. a. Inszenierungen am Kölner Theater Tiefrot, am Euro Theater Central in Bonn und bei zahlreichen Eigenproduktionen für sein neues schauspiel koeln)
- Ulrike Schwab (Köln; Schauspielerin, u. a. Rollen am Thalia Theater Hamburg und Schauspielhaus Köln; Inszenierungen bei verschiedenen freien Produktionen)

## Eigene Schauspielproduktionen, Gastspiele
Zu den eigenen Schauspielproduktionen der Schauspielschule Siegburg, die in den letzten Jahren inszeniert und außer regelmäßig an der schuleigenen Studiobühne oft auch bei Gastspielen an anderen Theatern und Aufführungsstätten gezeigt wurden, gehören unter anderem folgende Stücke:

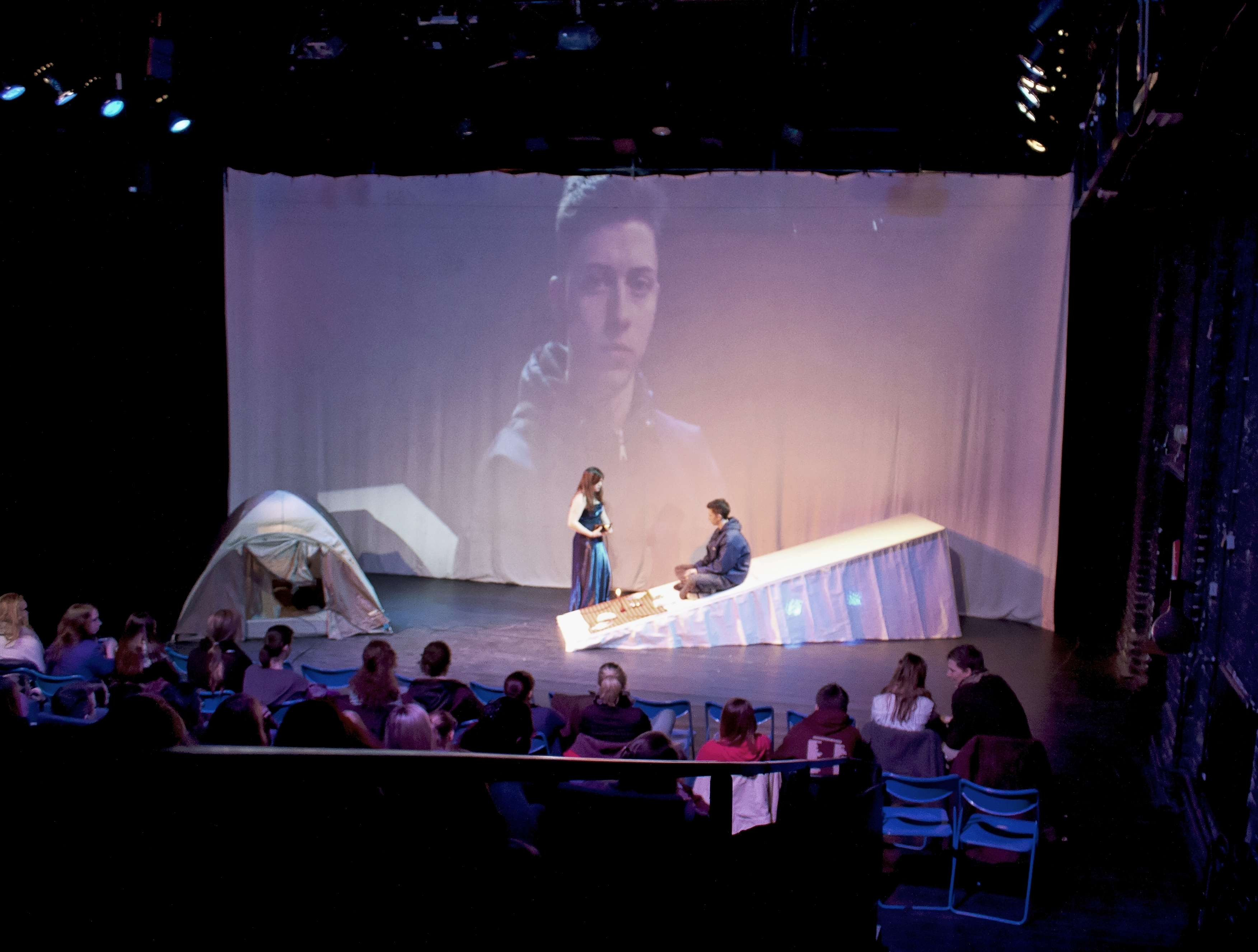
Szene aus einer Gastspielaufführung des Dramas norway.today unter Regie von René Böttcher an der Bühne der Kulturen in Köln (2013)

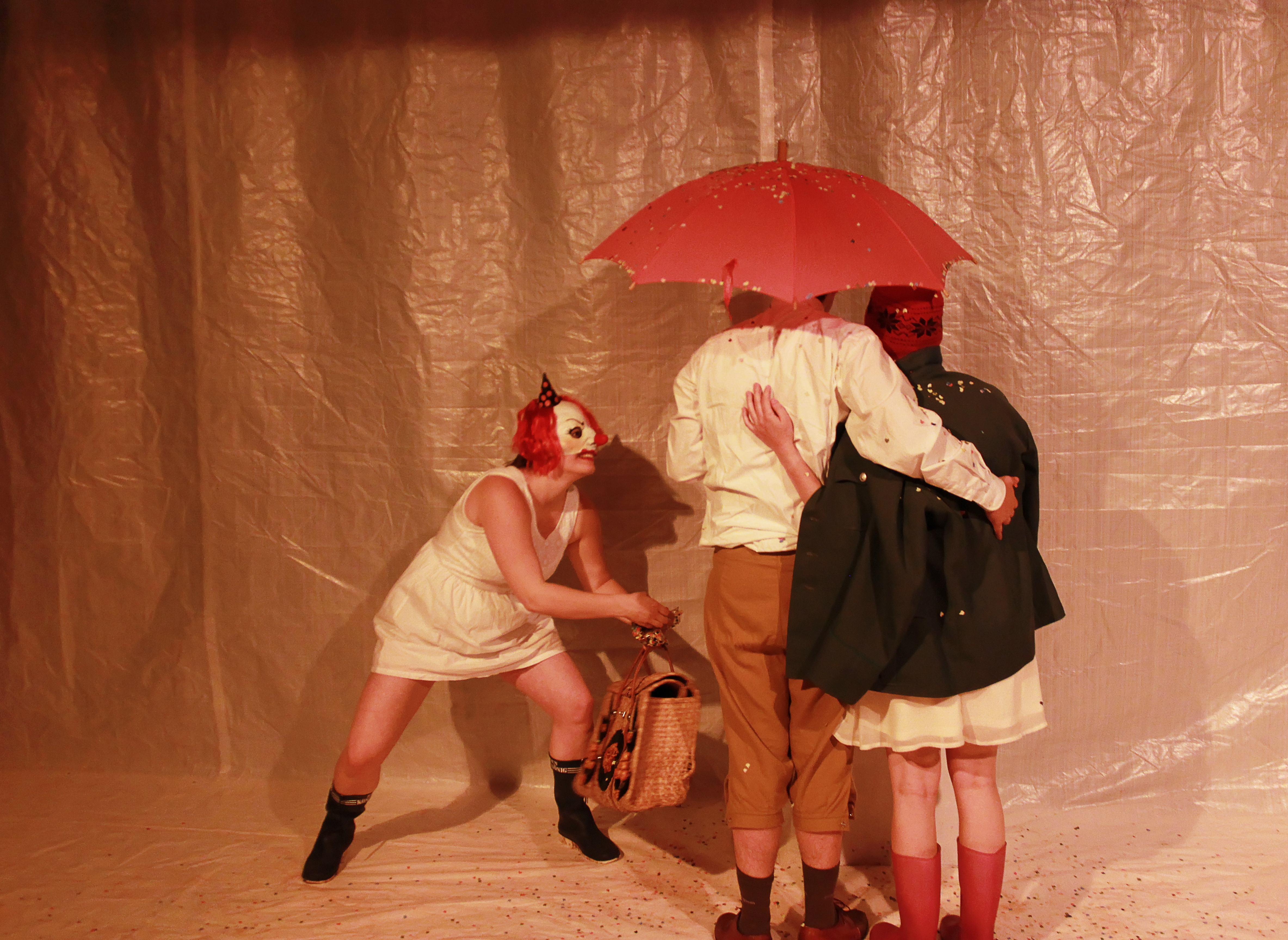
Szene aus einer Aufführung von Horváths Drama Glaube Liebe Hoffnung unter Regie von Sarah Kortmann an der Studiobühne Siegburg (2013)

2007/2008 übernahm Volker Maria Engel die Inszenierung des Theaterstücks Kasimir und Karoline von Ödön von Horváth, das von den Schauspielschülern sowohl an der schuleigenen Studiobühne regelmäßig gespielt als auch im Bonner Kulturzentrum Brotfabrik Bonn mehrmals als Gastspiel gegeben wurde.
2009 studierte Regisseur Engel mit den Schülern der Schauspielschule Frank Wedekinds Kindertragödie Frühlings Erwachen ein. Das Stück kam ebenfalls regelmäßig an der Studiobühne sowie wiederum in mehreren Gastspielen im Kulturzentrum Brotfabrik Bonn zur Aufführung. Die Theaterkritikerin Elisabeth Einecke-Klövekorn würdigte im Bonner General-Anzeiger die Inszenierung und bewertete die jungen Darsteller als „sprachlich und körperlich präzise, psychologisch sensibel und spielerisch überzeugend“.
Ebenfalls im Jahr 2009 wurde das Drama Onkel Wanja von Anton Tschechow ins Programm der Studiobühne aufgenommen; die Inszenierung übernahm Gastregisseurin Ulrike Schwab. Die Kritik zeigte sich beeindruckt und sah eine „sehr respektable und beachtliche Leistung aller Beteiligten“. Mit dem Stück wurden die Schauspielschüler auch zu Gastspielen im Rahmen von deutsch-russischen Kulturveranstaltungen in Nordrhein-Westfalen an die Bühne der Kulturen in Köln eingeladen.
2010 wurde von Gastregisseur Stefan Krause Nigel Williams’ Stück Der Klassenfeind an der Studiobühne einstudiert und dort mehrmals aufgeführt. Außerdem wurde es an verschiedenen Schulen in Siegburg und der Region wie in Lohmar gezeigt, sowie auch in Bonn, Neuss und am Theater im Bauturm in Köln.
Ab Anfang 2011 stand das Theaterstück Dear Wendy nach einem Drehbuch von Lars von Trier auf dem Programm der Studiobühne; Regie führte Volker Maria Engel. Die „gelungene[…] Abschlussproduktion der Schauspielschule Siegburg“ (Kölner Stadt-Anzeiger) gastierte auch im Bonner Kulturzentrum Brotfabrik Bonn.
Im Frühjahr 2011 brachte die Studiobühne Anja Hillings Stück Sinn heraus; Regie führte Gastregisseurin Sarah Kortmann. Das zeitgenössische Theaterstück, das Kommunikationsprobleme der jungen Generation thematisiert, sei „beeindruckend inszeniert“, befand der Kölner Stadt-Anzeiger in seiner Premierenrezension und sah „durchweg exzellente[…] Darsteller“, die „bis an die Grenze des Erträglichen“ gingen. Neben zahlreichen Aufführungen während der Spielzeit 2011/2012 an der schuleigenen Bühne gastierte die Schauspielschule mit dem Erfolgsstück am freien Theater Landungsbrücken Frankfurt in Frankfurt am Main.
In der Spielzeit 2012/2013 inszenierte die Schauspielschule Siegburg das Zwei-Personen-Drama norway.today von Igor Bauersima, die Regie führte René Böttcher. Die „Umsetzung des sperrigen Themas“ sei „gut gelungen – und amüsant“, befand die Rhein-Sieg Rundschau, und der Bonner General-Anzeiger würdigte neben der schauspielerischen Leistung die „verblüffend authentisch[e] und realitätsnah[e]“ Wirkung des unter Einsatz von modernen Medien aufgeführten Theaterstücks. Als Gastspiel wurde die Eigenproduktion unter anderem im Arkadaş Theater – Bühne der Kulturen in Köln gezeigt.
Im Frühjahr 2013 hatte die schuleigene Produktion von Ödön von Horváths Drama Glaube Liebe Hoffnung in der Regie von Sarah Kortmann Premiere. Der „Totentanz“, wie das Stück im Untertitel lautet, fand Beifall bei Kritik und Publikum. So notierte beispielsweise der Bonner General-Anzeiger u. a. „ein gelungenes Bühnenbild“ und sah „eine beeindruckende Leistung von Regisseurin und ausnahmslos allen Schauspielern“. Neben zahlreichen Vorstellungen an der Studiobühne gab das Ensemble der Schauspielschule inzwischen auch mehrere Aufführungen des Stücks am Frankfurter Theater Landungsbrücken Frankfurt.

## Absolventen (Auswahl)
Die Absolventen sind in unterschiedlichen Theaterensembles engagiert. So gingen unter anderem folgende Schauspieler aus der Schauspielschule Siegburg hervor:
- Tobias M. Walter, zurzeit am Hessischen Landestheater Marburg
- Serkan Durmus am Aalto-Theater in Essen[20] sowie u. a. als Darsteller in TV-Produktionen, wie Alarm für Cobra 11 – Die Autobahnpolizei und Der Dicke
- Tim Stegemann am Theater Willy Praml[21]
- Stephanie Jost, Kinofilm Montrak
- Verena Sander am Westdeutschen Tourneetheater Remscheid[22]
- Patrick Bartsch am Westfälischen Landestheater in Paderborn[23]
- Nadja Duesterberg am Comedia Theater in Köln[24]